# Каваусо
Каваусо (яп. 獺, カワウソ, «речная выдра») — ёкай, выдра-оборотень, по преданиям, обитающий в различных регионах Японии вблизи рек. Наравне с тануки и кицунэ каваусо известны своими шалостями и принятием человеческого облика.

## Происхождение и основные характеристики
С периода Эдо, когда стали популярными страшные истории кайдан, появился ёкай каваусо в изображении Торияма Сэкиэна в его первом сборнике «Гадзу хякки ягё:» (яп. 画図百鬼夜行, «Ночные прогулки сотен демонов в картинках»). Каваусо принимал облик привлекательного человека, чтобы обмануть других людей. В регионе Ното (преф. Исикава), есть истории, в которых каваусо превращаются в красивых женщин или детей в одежде в клетку. Если человек попытается заговорить с каваусо, он ответит что-то невнятное и непереводимое, например, «орайя» или «арайя», а если прохожий спросит его о чём-нибудь, каваусо ответит «каваии», что означает «милый».
В некоторых литературных источниках каваусо изображается как особо жестокий ёкай, превращающийся в красивую девушку, чтобы убить мужчину. Такие рассказы бытуют на территории бывшей провинции Кага (ныне преф. Исикава), где каваусо живёт во рву замка и превращается в женщину, приглашая в замок мужчин, а затем убивает их.
В народных сказаниях айнов тоже есть подобный мифический персонаж. Говорится, что каваусо превращаются в людей и ходят в дома, где есть красивые девушки, чтобы убить красавицу и сделать своей женой.
Рассказы о выдрах, принимающих облик красавиц встречаются и в ранних китайских текстах. В «Записках о поисках духов» Гань Бао есть рассказ о выдре, где она превратилась в женщину с зонтиком и очаровывала людей, гуляющих у реки.
Каваусо похожи своим поведением не только на кицунэ и каппу, но и тануки. Так же как и тануки, каваусо не прочь выпить саке. Об этом свидетельствует изображение каваусо авторства Торияма Сэкиэна, где каваусо выступает в роли торговца саке с рисово-соломенной шляпой на голове, держа в руке ведро с саке. Это отсылает к выражению «сакэ но сакана» — гарнир или рыба, подающиеся вместе с саке. Любовь каваусо к рыбе и саке воплотились в создании праздника Дассайгё (яп. 獺祭魚, «Праздник выдры и рыбы»), символом которого является каваусо. Первоначально праздник был днём воспевания каваусо. Каваусо ловят рыбу, разбрасывая её по берегу, и затем преподносят её в качестве жертвы своим предкам. Такое предание было использовано в качестве наставления людям заботиться о ками и баловать их. Сейчас Дассай называют неделей саке. Праздник отмечают во многих областях Японии, однако своё начало он берёт в префектуре Ямагути. Считается, что часть названия праздника отсылает как раз к этому региону, где в реке Итиносака-гава обитало много каваусо, которые выбрасывали на берег рыбу. В честь данного праздника назван сорт саке «Дассай». Каваусо в одежде синтоистского жреца-каннуси изображён на полотне художника Рюси Кавабаты 1949 года, хранящегося в его мемориальном музее.

## Отождествление с каппой
В некоторых регионах Японии, например в префектурах Исикава и Коти, каваусо отождествляют с водяным-каппой, поскольку они оба любят сумо, а также не прочь подшутить над людьми. Названия «каваусо» и «кавассо» иногда используются как варианты имён каппы. Так в регионах Хокурику, Кии и Сикоку каваусо считают подвидом каппы. Интересно, что в «Кагакусю» — словаре периода Муромати, сказано, что, когда выдра стареет, она становится каппой. В районе Садо (преф. Ниигата) жители верят, что выдры, которых они называют «уми кабуро» (яп. 海禿), обманывают людей вблизи порта Рёцу и заставляют их погибать.
Поскольку впервые изображение каваусо появилось в сборнике Торияма Сэкиэна Гадзу хякки ягё на странице, обращённой к каппа, то можно считать, что каваусо действительно его подвид. На этих изображениях лица каппы и каваусо похожи, поэтому, возможно, Торияма Сэкиэн хотел показать эволюцию героя, переходящего из одного облика в другой.

## Места обитания

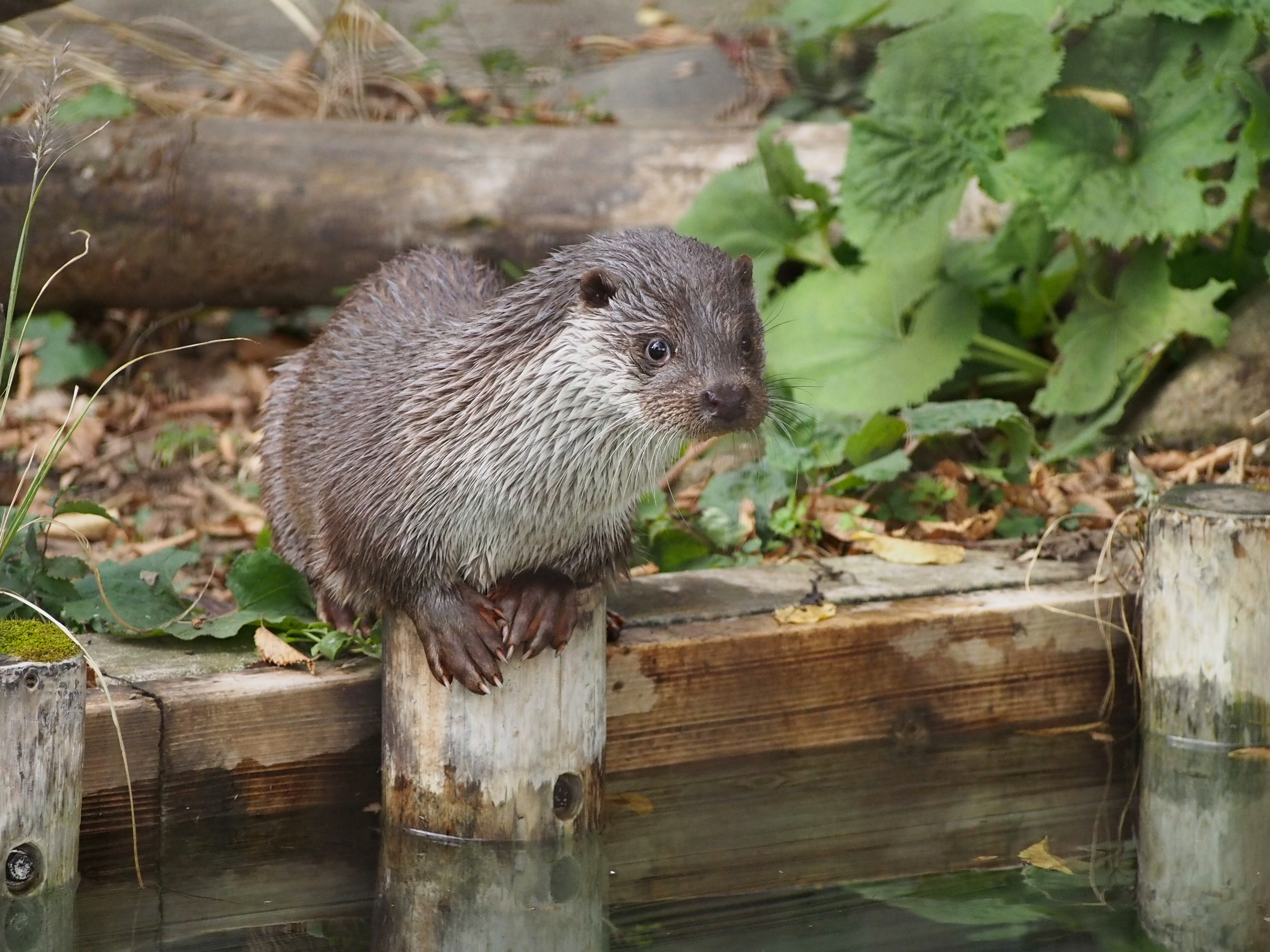
Выдра в парке Инокасира

Помимо регионов Ното, Кага, Коти, Хокурику, Кии на острове Хонсю и острова Сикоку, каваусо, по преданиям, обитают и в городе Нумата (преф. Хиросима), где их называют «томо-но-каваусо» (яп. 伴 の カ ワ ウ ソ, «выдра-компаньон») и «ато-но-каваусо» (яп. 戸 の カ ワ ウ ソ, «суетливая выдра»). Говорят, что каваусо может превращаться в монаха и появляться в этом образе перед прохожими. Если прохожий попытается приблизиться и посмотреть на каваусо вверх, то его высота тут же увеличится, и он станет огромным монахом.
Речные выдры обладают прочным и хорошим, очень желанным мехом, который в основном шёл на экспорт. Интенсивная добыча выдр в XIX-XX веках существенно сократила их популяцию. В послевоенный период быстрой индустриализации Японии многие реки были загрязнены. Это привело к разрушению среды обитания выдр. В последний раз в дикой природе выдра была замечена в префектуре Коти на острове Сикоку в 1979 году, но с тех пор её никто не видел. В сентябре 2012 года Министерство окружающей среды Японии официально объявило их вымершими. Однако на Цусиме обитает популяция выдр, приплывших отсюда с территории Южной Кореи, впервые фотоловушка зафиксировала их передвижения в феврале 2017 года, а впоследствии были обнаружены следы и экскременты.
Таким образом истории о каваусо остались только страшилками, став поистине мистическими персонажами.

## В культуре

### Мангаианиме
- Каваусо — один из главных персонажей манги «GeGeGe no Kitarou»  (яп. ゲゲゲの鬼太郎, «Смеющийся Китаро»), посвящённой ёкаям, и издающейся с 1960 г. Манга экранизировалась несколько раз, так, в 2018 г. начал выходить одноимённый аниме-сериал, в котором каваусо была удостоена отдельная серия, где он предстал в новом амплуа. Несмотря на постоянные шалости: кражу еды, обманы, в конце истории оказалось, что это была ложь во благо: каваусо заботился о бабушке, которой нечего было есть, а сам он добыть еду не мог. Тогда он просил у людей милостыню и отдавал всё бабушке[12]. Так автором этого сериала была переосмыслена роль каваусо, имеющего и положительные черты характера.

### Видеоигры
- Каваусо встречается в игре «Yo-kai Watch 4», выпущенной на Nintendo Switch в 2018 году[13].